# Ödfriedlhof
Ödfriedlhof ist ein Ortsteil der Gemeinde Fensterbach im Landkreis Schwandorf des Regierungsbezirks Oberpfalz im Freistaat Bayern.

## Geografie
Ödfriedlhof liegt 900 Meter südöstlich der Bundesautobahn 6, 1,2 Kilometer nordöstlich der Staatsstraße 2151 und 2,3 Kilometer nordwestlich von Wolfring, dem Sitz der Gemeinde Fensterbach. Am Ostrand der Ortschaft vorbei fließt der Fensterbach in Richtung Südosten der Naab zu. 600 Meter westlich von Ödfriedlhof liegt das ausgedehnte Gelände des Betonwerks der Firma Godelmann. Sie wurde 1945 von Karl Godelmann mit 5 Mitarbeitern gegründet und ist bis 2020 unter der Leitung von Bernhard Godelmann jun. auf 344 Beschäftigte angewachsen mit Standorten und Vertriebsniederlassungen in Maitenbeth, Kirchheim unter Teck, Tschechien, Berlin und Wonfurt.

## Geschichte
Ödfriedlhof (auch: Eherfriedlhof, Ödfriedhof) wurde im Häuser- und Rustikalsteuerkataster von 1808 und im Grundsteuerkataster von 1848 aufgeführt mit 2 Anwesen mit den Besitzern Friedrich Schön und Johann Schmidl.
1808 begann in Folge des Organischen Ediktes des Innenministers Maximilian von Montgelas in Bayern die Bildung von Gemeinden. Dabei wurde das Landgericht Nabburg zunächst in landgerichtische Obmannschaften geteilt. Dabei kam Ödfriedlhof zur Obmannschaft Etsdorf. Zur Obmannschaft Etsdorf gehörten: Etsdorf, Högling, Jeding, Oberpennading und Unterpennading, Ödfriedlhof, Kohlmühle, Rannahof, Hüttenhof, Höglingermühle.
Dann wurden 1811 in Bayern Steuerdistrikte gebildet. Dabei kam Ödfriedlhof zum Steuerdistrikt Högling. Der Steuerdistrikt Högling bestand aus den Dörfern Högling und Jeding und den Einöden Höglingermühle, Ödfriedlhof und Hüttenhof. Er hatte 49 Häuser, 320 Seelen, 20 Morgen Äcker, 100 Morgen Wiesen, 40 Morgen Holz, 5 Weiher, 30 Morgen öde Gründe und Wege, 3 Pferde, 50 Ochsen, 48 Kühe, 60 Stück Jungvieh, 90 Schafe und 40 Schweine.
Schließlich wurde 1818 mit dem Zweiten Gemeindeedikt die übertriebene Zentralisierung weitgehend rückgängig gemacht und es wurden relativ selbständige Landgemeinden mit eigenem Vermögen gebildet, über das sie frei verfügen konnten. Hierbei kam Ödfriedlhof zur Ruralgemeinde Högling. Die Gemeinde Högling bestand aus den Ortschaften Högling mit 47 Familien, Ödfriedlhof mit 2 Familien, Jeding mit 9 Familien und Hüttenhof mit 1 Familie.
1972 wurde die Gemeinde Högling die Gemeinde Fensterbach eingegliedert.
Ödfriedlhof gehört zur Expositur Högling der Pfarrei Schmidgaden. 1997 hatte Ödfriedlhof 5 Katholiken.

## Einwohnerentwicklung ab 1819
| Jahr | Einwohner  | Gebäude |
| ---- | ---------- | ------- |
| 1819 | 2 Familien | k. A.   |
| 1828 | 20         | 3       |
| 1838 | 13         | 2       |
| 1864 | 9          | 6       |
| 1875 | 9          | 8       |
| 1885 | 7          | 2       |
| 1900 | 8          | 2       |
| 1913 | 13         | 1       |

| Jahr | Einwohner | Gebäude |
| ---- | --------- | ------- |
| 1925 | 14        | 2       |
| 1950 | 8         | 1       |
| 1961 | 3         | 1       |
| 1964 | 3         | 1       |
| 1970 | 4         | k. A.   |
| 1987 | 3         | 1       |
| 2011 | 7         | k. A.   |